# Nils Olsson (jordbruksforskare)
Nils Olsson, född 9 augusti 1890 i Harlösa socken, död 24 mars 1982 i Veberöds församling, var en svensk jordbruksforskare.
Nils Olsson var son till lantbrukaren Mårten Olsson. Han avlade studentexamen i Lund 1915, utexaminerades från Alnarps lantbruksinstitut 1918 och studerade därefter vid Lunds universitet och blev filosofie kandidat 1933, filosofie licentiat 1937 och filosofie doktor 1941. Olsson var lärare vid Hammenhögs lantmannaskola i Skåne 1918–1939 och samtidigt konsulent i Sveriges fjäderfäavelsförening 1926–1932. 1939 knöts han till Lantbrukshögskolan som statsagronom vid anstalten för husdjursförsök, och från 1943 var han professor och föreståndare för anstalten. Från 1943 var han även prorektor för Lantbrukshögskolan. Olsson företog studieresor till Tyskland, Nederländerna, Storbritannien och Irland. Han ägnade sig främst åt studier av fjäderfän, och utgav bland annat Lärobok i hönsskötsel (1930), Studies on specific gravity of hens' eggs (1934), Gåsskötsel (1934), Elektriciteten i fjäderfäskötselns tjänst (1934) och Undersökningar rörande D-vitaminbehovet hos växande ankor (1942). Olsson utarbetade även en metod för bestämning av D-vitaminhalten hos fodermedel och preparat.